# Centre hospitalier de la Côte Fleurie
Le Centre hospitalier de la Côte Fleurie est un établissement public de santé situé à Cricquebœuf, sur la RD 62, à mi-distance entre Trouville-sur-Mer et Honfleur.